# Algeria (Schiff)
Die Algeria war ein 1870 in Dienst gestellter Ozeandampfer der britischen Reederei Cunard Line, der im Passagier-, Fracht- und Postverkehr von Liverpool über Queenstown nach New York eingesetzt wurde. 1882 wurde das Schiff an die Red Star Line verkauft und war bis zu seiner Außerdienststellung 1903 unter dem Namen Pennland (I) im Dienst.

## Das Schiff
Nach dem Erfolg der 1867 in Dienst gestellten Russia orderte die Cunard Line fünf neue eiserne Expressdampfer für den wöchentlichen Nordatlantikservice. Einer davon, das 3.428 BRT große Dampfschiff Algeria (Baunummer 111), wurde in Clydebank (Schottland) auf der Werft von J. & G. Thomson, dem Vorgänger von John Brown & Company, gebaut und lief am 12. Juli 1870 vom Stapel. Sie und ihr Schwesterschiff, die im selben Jahr bei J. &. G. Thomson gebaute Abyssinia (Baunummer 110), waren die ersten Cunard-Dampfer, die neben Kabinenpassagieren auch Zwischendeckpassagiere beförderten. Insgesamt war Platz für 200 Passagiere der Ersten und 1.054 der Dritten Klasse.
Der 110,09 Meter lange und 12,61 Meter breite Dampfer hatte einen Schornstein, drei Masten, eine Einzelschraube und war mit Verbunddampfmaschinen ausgestattet, die das Schiff auf bis zu 13 Knoten (24 km/h) beschleunigen konnten. Am 27. September 1870 legte die Algeria in Liverpool zu ihrer Jungfernfahrt nach New York via Queenstown ab. Am 22. Oktober 1881 begann die letzte Fahrt des Schiffs im Dienst der Cunard Line.
1882 wurde das Schiff an die belgisch-amerikanische Reederei Red Star Line verkauft, die es in Pennland umbenannte und für die es am 13. Mai 1882 erstmals von Antwerpen nach New York fuhr. Im Zuge der Übernahme wurden neue Verbunddampfmaschinen von James Jack & Company aus Liverpool eingebaut. Durch Umbauten im Jahr 1888 erweiterte sich die Schiffsvermessung von 3.428 BRT auf 3.760 BRT. Am 15. Dezember 1894 legte die Pennland zum letzten Mal für die Red Star Line von Antwerpen nach New York ab.
Sie wurde an die amerikanische Reederei American Line mit Sitz in Philadelphia verchartert, für die sie zwischen dem 18. Mai 1895 und dem 6. April 1901 im Philadelphia-Liverpool-Service eingesetzt wurde. Anschließend dampfte sie wieder von Antwerpen nach New York und ab August 1901 von Antwerpen nach Philadelphia. Ab 1902 wurden nur noch Passagiere der Dritten Klasse befördert. Die letzte Fahrt der Pennland auf der Route Antwerpen–New York begann am 27. März 1902 und die letzte auf der Route Antwerpen–Philadelphia am 23. September 1903. Das Schiff wurde danach außer Dienst gestellt und noch im selben Jahr in Italien abgewrackt.